# Linepithema piliferum
Linepithema piliferum är en myrart som först beskrevs av Mayr 1870.  Linepithema piliferum ingår i släktet Linepithema och familjen myror. Inga underarter finns listade i Catalogue of Life.

## Bildgalleri

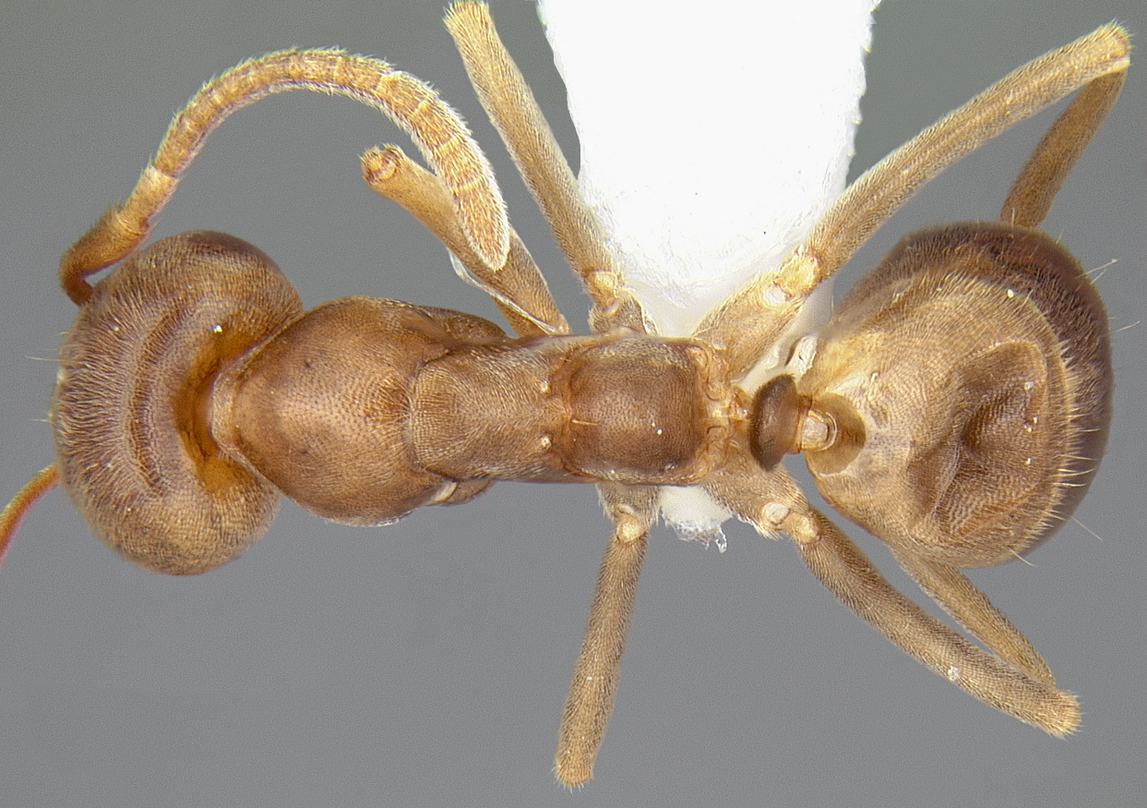
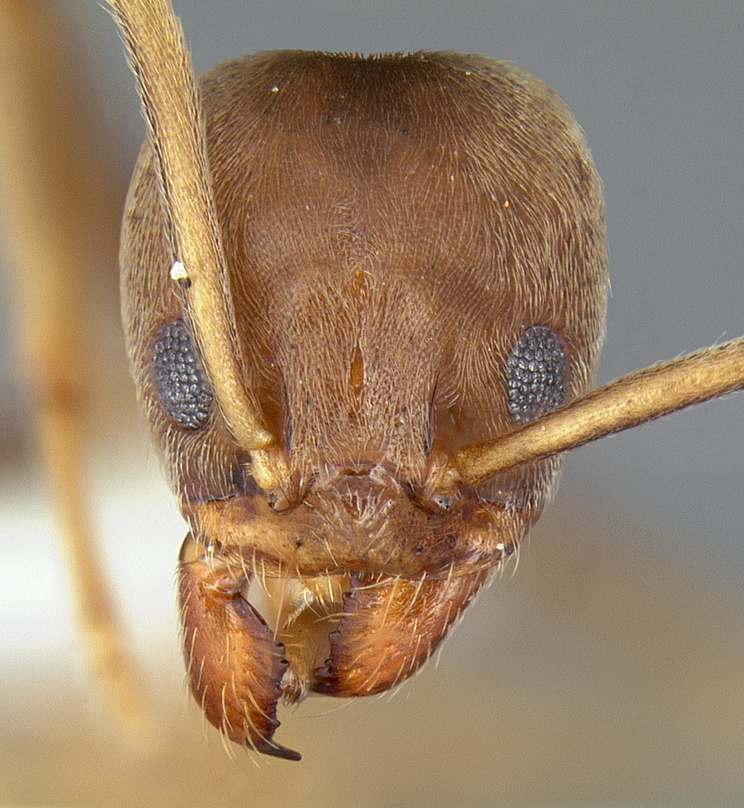
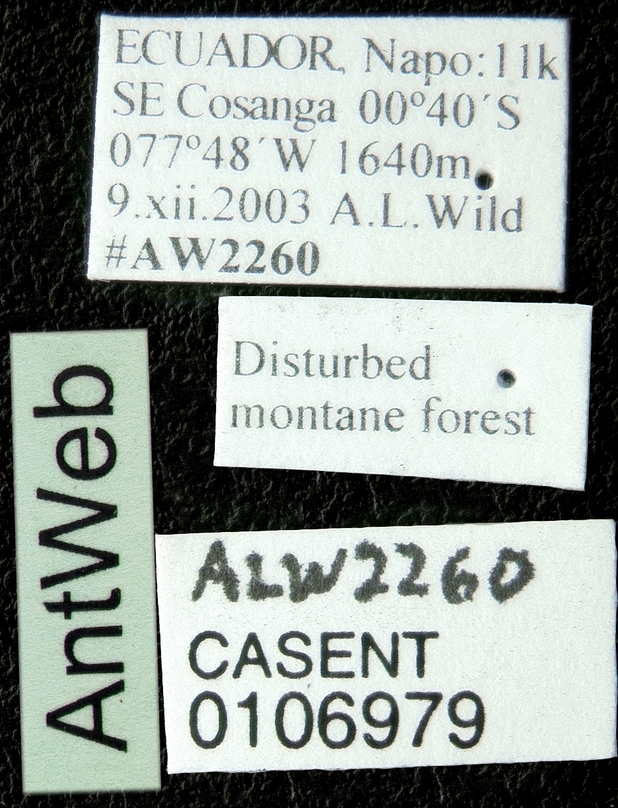
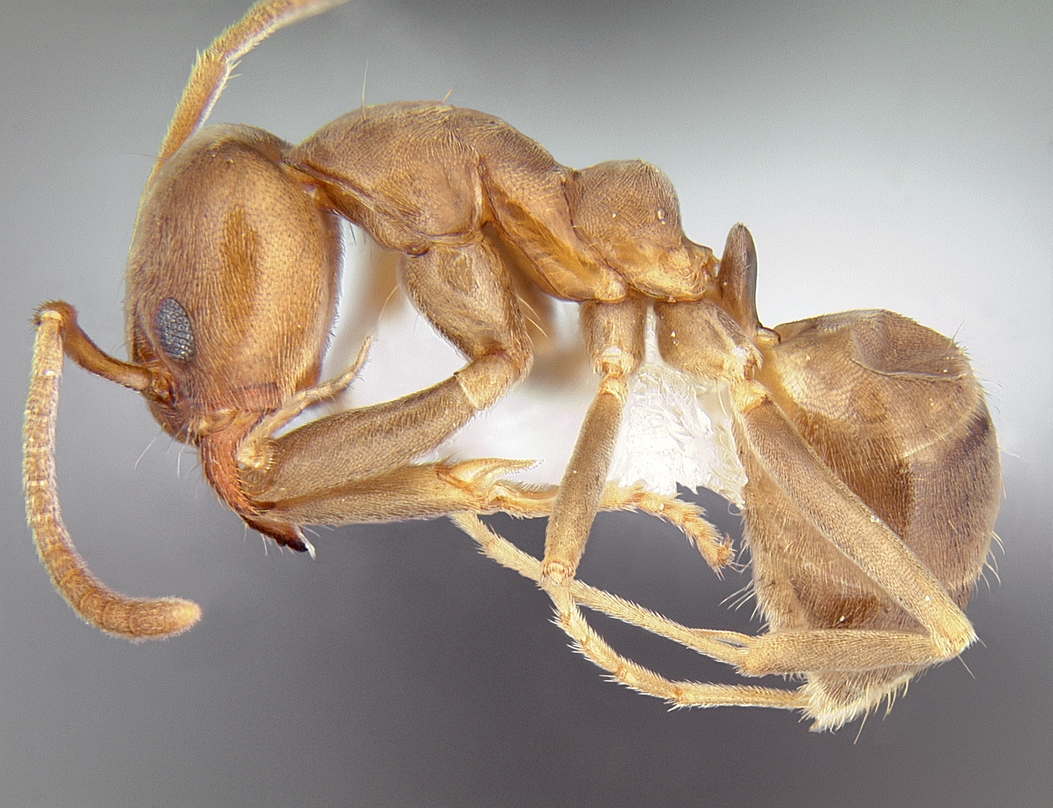